# Ludmila Hutterová
Ludmila Hutterová (20. října 1893 Doubravka – ????) byla česká spisovatelka, novinářka a redaktorka.

## Životopis
Rodiče Ludmily byli Václav Hutter, řídicí učitel v Doubravce a Marie Hutterová-Hulová z Ledců. Měla sestru Andělu Hutterovou (1898–1911).
Ludmila Hutterová byla poštovní adjunktkou, beletristkou a žurnalistkou, v letech 1920–1926 redaktorkou časopisu Český západ v Plzni. Přispívala do různých časopisů a denního tisku, např. do Československé ženy…

## Dílo

### Próza[1]
- Pohledy do života – 1923
- Školní prach I – 1924
- Školní prach II – 1924–1925

### Články
- Československá žena list katolických paní a dívek; ročník 11: Za zemřelou paní Filipinou Kašparovou – číslo 1, datum vydání 6. 1. 1934, strana 4; Za velikým mrtvým [František Kordač] – číslo 10, datum vydání 17. 5. 1934, str. 152; Kulturní adresář – kulturní přehlídka žen [Kulturní adresář ČSR – Biografický slovník žijících kulturních pracovníků a pracovnic. Sestavil Antonín Dolenský] – číslo 15, datum vydání 2. 8. 1934, str. 227